# Velocity Series
Velocity Series – portfolio modułowych, lecz zintegrowanych rozwiązań PLM przeznaczonych dla przedsiębiorstw produkcyjnych różnej wielkości. W jego skład wchodzą systemy umożliwiające cyfrowe opracowywanie produktów (Solid Edge), przeprowadzanie analiz inżynierskich (Femap), programowanie maszyn sterowanych numerycznie (CAM Express) oraz zarządzanie danymi (Teamcenter Express), które można łatwo i szybko wdrożyć.
Wszystkie aplikacje wchodzące w skład portfolio Velocity Series są całkowicie skalowalne do pełnego portfolio rozwiązań PLM produkcji Siemens PLM Software
W skład portfolio Velocity Series wchodzą następujące systemy:
- Solid Edge – system CAD 3D
- Femap – pre i postprocesor umożliwiający przeprowadzanie analiz inżynierskich metodą elementów skończonych (MES)
- CAM Express – system do programowania maszyn sterowanych numerycznie i wspomagania wytwarzania
- Teamcenter Express – system cPDM umożliwiający stworzenie środowiska współpracy w celu zarządzania danymi odnoszącymi się do produktów i procesów.

Systemy wchodzące w skład Velocity Series zbudowane są w oparciu o platformę Microsoft Windows, co ułatwia integrację z istniejącą w firmie architekturą IT.